# Nautilus (Schiff, 1873)
Die Nautilus war ein Kanonenboot der kaiserlichen Marine. Sie war das zweite Schiff der Albatross-Klasse, die für den Auslandsdienst insbesondere vor der chinesischen Küste beschafft wurden. Zwei Schiffe waren als „Schrauben-Dampf-Avisos“ im Flottengründungsplan der Marine des Norddeutschen Bundes von 1867 vorgesehen. Nach einem Einsatz vor der nordspanischen Küste wurde das Kanonenboot 1876 nach Ostasien entsandt. Seit 1884 als Kreuzer klassifiziert, kehrte die Nautilus, die zuletzt vor Deutsch-Ostafrika eingesetzt wurde, 1888 von ihrem dritten Auslandseinsatz in die Heimat zurück.
Dort noch als Vermessungsschiff genutzt, wurde die Nautilus am 14. Dezember 1896 aus der Flottenliste gestrichen. Der Rumpf wurde als Kohlenhulk in Kiel verwendet und 1905 in Swinemünde abgewrackt.

## Geschichte
Die Nautilus lief am 31. August 1871 bei der Kaiserlichen Werft in Danzig vom Stapel. Sie war das zweite der beiden Kanonenboote der Albatross-Klasse. Ihr Schwesterschiff Albatross lief ebenfalls 1871 bei der Danziger Werft vom Stapel. Die Entscheidung für den Bau der großen Kanonenboote erging 1869 als Beschaffun zweier Schrauben-Dampf-Avisos, wobei die Albatross während des Baus als „Ersatz Crocodill“ bezeichnet wurde, während die spätere Nautilus der Ergänzungsbau „Aviso A“ war. Der Bau der beiden Schiffe verzögerte sich durch den Deutsch-Französischen Krieg
Die als Avisos in Auftrag gegebenen Schiffe kamen als Kanonenboote mit Holzrumpf in Kraweelbauweise in den Dienst der Flotte. Sie verdrängten bei voller Ausrüstung 786 t, waren 56,95 m lang und 8,32 m breit. Sie verfügten über eine Dampfmaschine für 10,5 kn Fahrt und waren als Barkentine mit 710 m² Segelfläche getakelt. Bewaffnet waren sie mit zwei kurzen 15-cm-Ringkanonen sowie zwei 12-cm-Ringkanonen.
Die Probefahrten der Nautilus begannen am 15. November 1872 und wurden am 12. Dezember abgeschlossen.

### Erste Einsätze
Die erste Indienststellung erfolgte am 4. Juni 1873. Der zum Kanonenboot umklassifizierte Neubau diente als Aviso beim Übungsgeschwader. Vom 8. Juli bis zum 15. August machte die Nautilus ihre erste Auslandsreise mit dem aus den Korvetten Hertha, Arcona, Vineta und Ariadne bestehenden Geschwader, das das Deutsche Reich bei den Krönungsfeierlichkeiten Oskar II. von Schweden und Norwegen in Trondheim und Christiania repräsentierte. Am 6. August traf in Christiania noch Kronprinz Friedrich Wilhelm als höchster Repräsentant des Reiches auf der Yacht Grille ein. Nach Abschluss der Manöverphase des Übungsgeschwaders wurde die Nautilus wieder außer Dienst gestellt.
Die nächste Indienststellung erfolgte am 17. März 1874 als Ausbildungsschiff für Maschinenpersonal. Zusammen mit der Arminius schleppte sie die bei der Rückkehr aus Ostasien kurz vor dem Heimathafen aufgelaufene Korvette Nymphe nahe Langeland wieder frei.
Mitte August erhielten die Nautilus und ihr Schwesterschiff Albatross den Auftrag, wegen der in Spanien ausgebrochenen Unruhen an die Küste des Baskenlandes zu gehen, um weitere Übergriffe auf ansässige Deutsche zu verhindern. Dort war u. a. ein als Journalist tätiger ehemaliger Hauptmann von den Carlisten am 30. Juni standrechtlich erschossen worden. Die beiden Kanonenboote verließen am 8. August Kiel und trafen am 24. in Santander ein. Sie liefen dann an der Küste zur französischen Grenze. Als sie auf dem Weg von Carlisten nahe Guetaria mit Gewehrfeuer beschossen wurden, erwiderten sie dies mit ihren Kanonen. Mit regierungstreuen spanischen Einheiten und dem britischen Kanonenboot Fly versuchten die deutschen Schiffe, Waffenlieferungen (vor allem aus Frankreich) an die Aufständischen zu unterbinden. Im Oktober suchten die Kanonenboote wegen sehr schlechten Wetters Schutz in Santander, den dieser Hafen kaum bieten konnte. Als am 12. Dezember eine italienische Bark in der Hafeneinfahrt auflief, konnte deren Besatzung von der Nautilus fast vollzählig gerettet werden. Das Auswärtige Amt genehmigte jetzt den von der Marine schon lange geforderten Abzug der Kanonenboote, da bei der herrschenden Wetterlage ein sinnvoller Einsatz nicht mehr möglich war. Am 19. Dezember begann die Albatross die Heimreise, während die Nautilus am Folgetag die Weiterreise zum Río de la Plata antrat. Sie hatte von der Albatross überzähliges Ausrüstungsmaterial erhalten und ihr eine Anzahl erkrankter Besatzungsmitglieder gegen Ersatz abgegeben.
Zeitgleich suchte am 11. Dezember eine mit Petroleum beladene Rostocker Brigg auf dem Weg von New York nach Pasaia als Nothafen Guetaria auf. Das aufgelaufene Schiff wurde, wie schon die Kanonenboote Anfang September, von Carlisten beschossen. Die Besatzung suchte bei den regierungstreuen Soldaten in der Hafenstadt Schutz. Das verlassene Schiff trieb ab und lief außerhalb der von regierungstreuen Truppen beherrschten Küstenabschnitte wieder auf. Die Aufständischen bemächtigten sich der Brigg und ihrer Ladung und verlangten von den Deutschen einen Bergelohn. Dies Verhalten erzeugte bei der Reichsregierung den Wunsch nach einer massiven Reaktion und die Idee, einen größeren Marineverband an die baskische Küste zu entsenden. Zuerst sollten aber die Kanonenboote wieder auf die gerade verlassenen Positionen zurückkehren, die vor ihrem Abmarsch keine Kenntnis von dem Zwischenfall erhalten hatten. Die Albatross erreichte erst am 5. Januar 1875 der Befehl zur Umkehr, als sie schon Christiansand erreicht hatte. Die Nautilus hatte die Nachricht schon am 1. Januar in Funchal erhalten und war am 6. Januar schon wieder in Vigo eingetroffen, von wo sie allein nach Guetaria weiterlief. Als drittes Schiff hatte die Admiralität noch die Korvette Augusta aus Westindien an die nordspanische Küste beordert, die der Befehl am 5. Januar 1875 in Montevideo erreichte und die am 29. Januar 1875 in Santander eintraf. Dort traf am gleichen Tag auch noch die Albatross ein, deren Rückmarsch in Devonport durch eine notwendige Reparatur an Rumpf und Maschine verzögert worden war. Zwei Tage später kam auch die Nautilus nach Santander, deren Kommandant, Korvettenkapitän Otto Zembsch, schon erste Verhandlungen mit den spanischen Gruppierungen vor Ort geführt hatte. Zembsch gelang es in den weitergeführten Verhandlungen eine angemessene Entschädigung für die Rostocker Brigg und ihre Ladung durchzusetzen. Die spanische Regierung zahlte 20.000 $, da sie jedwedes militärische Eingreifen des Deutschen Reiches verhindern wollte. Formell wurde der Fall durch einen feierlichen Salutaustausch mit den drei deutschen Schiffen, von denen sich Augusta und Albatross für 14 Tage nach Ferrol zurückgezogen hatten, am 28. April 1875 beendet. Die deutschen Marineeinheiten zogen sich anschließend von der nordspanischen Küste zurück: die Augusta ging bis zum Jahresende wieder an die amerikanische Ostküste und die Albatross zurück in die Heimat. Die Nautilus verlegte nach Gibraltar, um die weitere Entwicklung abzuwarten. Sie wurde in Cadiz in Stand gesetzt und besuchte etliche marokkanische Häfen. Mitte Oktober 1875 traf sie wieder in Santander ein, um den Schlusskampf der Aufständischen im Baskenland zu beobachten und ggf. bei Angriffen auf Deutsche sofort eingreifen zu können. Der Kommandant wurde in Santander durch Korvettenkapitän Sattig ersetzt. Nach der Niederschlagung des Aufstandes kehrte auch die Nautilus ab dem 3. März nach Kiel zurück. Dort übernahm der spätere Admiral Victor Valois das Schiff, der vor der Ausreise nach Ostasien noch zwei 4-cm-Ballongeschütze aufstellen ließ.

### Drei mehrjährige Auslandseinsätze

#### Ostasien 1876–1878
Am 5. April 1876 trat die Nautilus die Ausreise nach Ostasien an. Am 19. April erreichte sie in Port Said der Befehl, wegen der drohenden Kriegsgefahr auf dem Balkan als zweiter Stationär neben dem Kanonenboot Meteor nach Konstantinopel zu gehen. Von dieser Aufgabe wurde die Nautilus entbunden, als das deutsche Panzergeschwader (siehe Kaiser) in der Ägäis und das Kanonenboot Comet in Konstantinopel eingetroffen waren.
Am 25. Juli setzte die Nautilus ihre Ausreise nach Ostasien fort und erreichte am 11. September in Singapur den Stationsbereich. Sie arbeitete in den folgenden Monaten mit dem Stationsbefehlshaber Alexander von Monts auf der Vineta zusammen. Im Zusammenhang mit der Suche nach einem geeigneten Stützpunkt führte das Kanonenboot auch Vermessungen an der chinesischen Küste und vorgelagerten Inseln durch. Mitte April 1877 verlegte das Schiff nach Nagasaki, um notwendige Reparaturen durchführen zu lassen. Erst am 24. September konnte die Nautilus die Werft wieder verlassen. Nur acht Tage später geriet sie vor Yokohama in einen Taifun, in dem sie mit einem britischen Dampfer kollidierte und erhebliche Schäden erlitt. Am 18. Januar 1878 erreichte der Heimreisebefehl das Kanonenboot in Swatau.
Als das Kanonenboot am 16. März Port Said erreichte, lag der Befehl vor, erst zur palästinischen Küste zu gehen, um dort Christen Unterstützung zu geben. Erst im Juli war die Fortsetzung der Heimreise möglich und am 7. September 1878 wurde das Schiff außer Dienst gestellt, um in Kiel grundüberholt zu werden. Die Ballonkanonen kamen wieder von Bord und wurden durch zwei 3,7-cm-Revolverkanonen ersetzt. Dazu erhielt das Schiff eine neue Kesselanlage.

#### Australien und Südsee 1879–1881
Schon am 20. Mai 1879 kam die Nautilus wieder in den Dienst und lief am 17. Juni zur Ablösung des Schwesterschiffes Albatross nach Australien. Der Kommandant Jeschke erlitt im Sueskanal einen Hitzschlag und verstarb; unter dem I. Offizier setzte das Kanonenboot seine Ausreise fort, wartete dann aber vom 5. bis 16. September auf das Eintreffen des neuen Kommandanten Chüden. Nach dessen Eintreffen wurde die Reise fortgeführt und man erreichte am 3. November Sydney, wo die Albatross bereits eingetroffen war. Die Besatzungen der beiden Kanonenboote wurden vom örtlichen Geschäftsträger des Deutschen Reiches zum Aufbau der Deutschen Abteilung auf der Weltausstellung in Melbourne herangezogen.
Am 15. November konnte die Nautilus ihre Ausreise fortsetzen und erreichte 11. Dezember 1879 Apia. Dort bestimmte seit dem 1. November der neue Generalkonsul Kapitän zur See Niembsch das deutsche Vorgehen. Der ehemalige Kommandant der Nautilus hatte dort nach seinem Ausscheiden aus dem Dienst der Marine seinen ersten Auslandsposten im diplomatischen Dienst angetreten. Dienstältester aktiver Offizier auf der Station war zu diesem Zeitpunkt der Kommandant der Fregatte Bismarck, Korvettenkapitän Karl August Deinhard. Nach der Beruhigung der Einheimischen durch die Einsetzung eines neuen Königs blieb die Nautilus als einziges Schiff auf der Südsee-Station zurück. Auf dem Weg zu einem Besuch Neuseelands besuchte die Nautilus die Tonga-Inseln und versuchte, bessere Bedingungen für deutsche Kaufleute in dem Inselreich zu erwirken. Während des Aufenthalts des Kanonenboots von über drei Wochen in Auckland auf der Nordinsel Neuseelands verstarb dort der auf einem Besuch weilende Kronprinz der Tonga-Inseln. Der Kommandant der Nautilus überführte Ende Mai 1880 die Leiche des Kronprinzen Tongas in seine Heimat. Diese Handlung der Deutschen verbesserte ihre Situation und die Handlungsmöglichkeiten schlagartig.

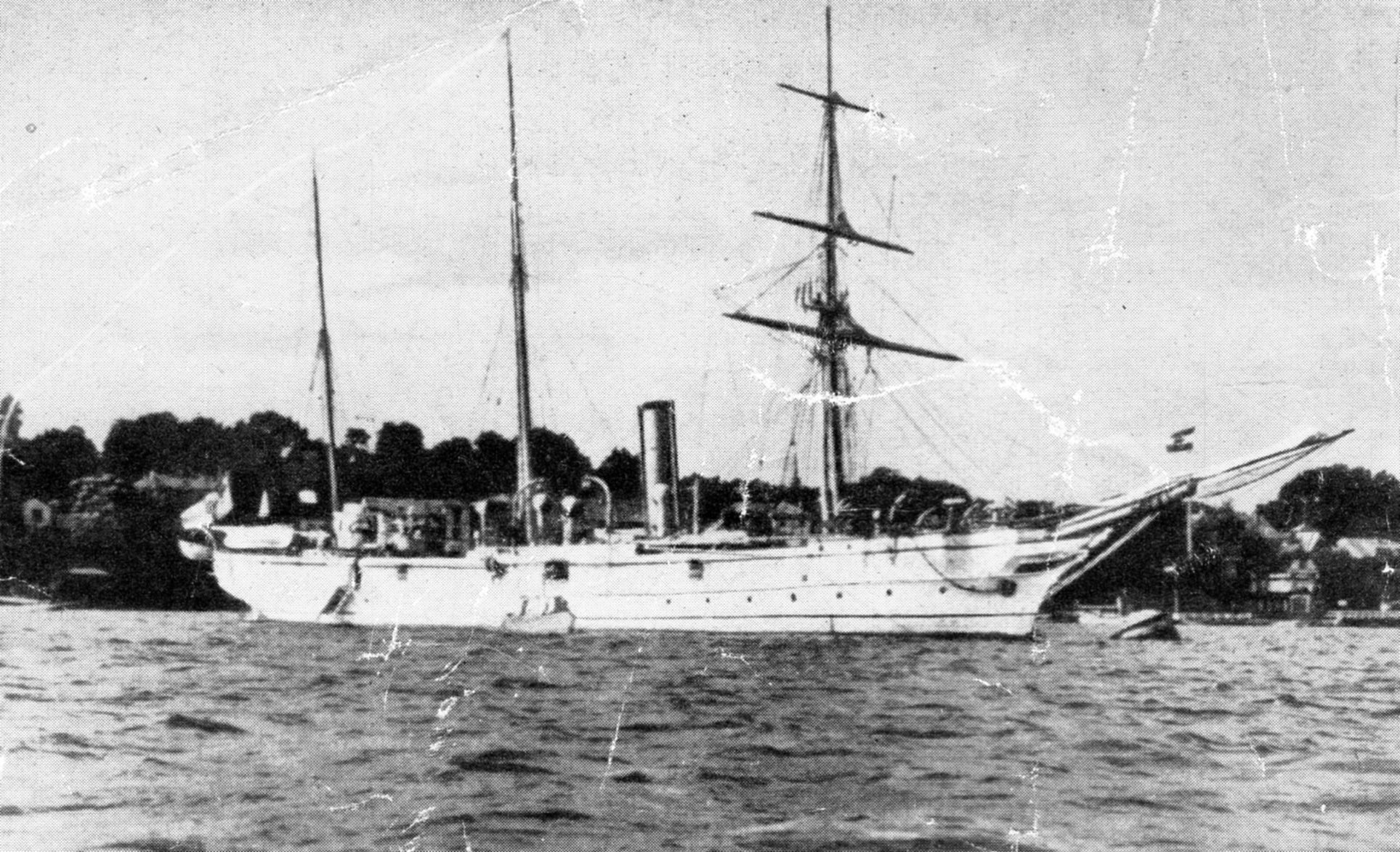
Die Habicht, 1881 Ablösung der Nautilus in der Südsee

Am 24. Juni 1880 traf das 570-t-Kanonenboot Hyäne als zweiter Stationär der Kaiserlichen Marine in Apia ein. Die Nautilus konnte so von Mitte August bis Dezember nach Australien verlegen, wo sie Brisbane, Sydney und Melbourne besuchte und mit einem Arbeitskommando bei den Schlussarbeiten am Deutschen Ausstellungsteil der Weltausstellung in Melbourne mitwirkte. Bei deren Eröffnung stellte die Nautilus eine Ehrenwache und ihr Landungskorps nahm an einer Parade zum Geburtstag des britischen Kronprinzen Eduard teil. Das wieder nach Apia zurückgekehrte Schiff erhielt dort am 25. März 1881 den Heimreisebefehl und verließ am 30. den Haupthafen Samoas. Ihre Ablösung, das 1000-t-Kanonenboot Habicht traf Mitte April mit ihrem Schwesterschiff Möwe und der als Seekadettenschulschiff dienenden Korvette Hertha in Apia ein. Die drei Schiffe hatten zuletzt das Deutsche Reich auf der Weltausstellung in Melbourne repräsentiert. Die Nautilus trat am 1. Mai aus Brisbane endgültig die Heimreise an und erreichte am 15. September 1881 Kiel, wo sie am 26. September außer Dienst gestellt wurde, um eine Grundreparatur des Schiffes durchzuführen.

#### Süd-Afrika, Ostasien, Ost-Afrika 1883–1888
Erst über zwei Jahre später kam die Nautilus am 2. Oktober 1883 wieder in Dienst. Das Kanonenboot sollte erneut in der Südsee als Stationsschiff dienen. Der Kommandant, Korvettenkapitän Aschenborn, erkrankte nach dem Verlassen Madeiras an Typhus und musste das Kommando an den I. Offizier abgeben. Im angelaufenen Porto Grande auf São Vicente (Kap Verde) konnte der Kranke nicht behandelt werden, so dass die Reise nach Kapstadt fortgesetzt wurde. Aschenborn erholte sich auf See wieder und übernahm am 30. Dezember in Kapstadt wieder das Kommando über das Kanonenboot. Von dort besuchte die Nautilus vom 24. bis 26. Januar 1884 Angra Pequena, die spätere Lüderitzbucht, und kehrte am 4. Februar wieder nach Kapstadt zurück. Der Bericht des Kommandanten an das Auswärtige Amt über den Stand der deutschen Wirtschaftstätigkeit trug wesentlich zur Besitzergreifung von Deutsch-Südwestafrika bei.
Am 5. Februar wurde die Reise auf Grund neuer Befehle nach Ostasien fortgesetzt, um die dortigen Seestreitkräfte während des Französisch-Chinesischen Krieges zu verstärken. Die inzwischen zum Kreuzer umklassifizierte Nautilus trat am 6. April 1884 zum Kreuzergeschwader in Hongkong. Bis Mitte Juli wurde das Schiff in Canton eingesetzt, wo es das Kanonenboot Wolf ablöste, um dann nach Shanghai zu verlegen. Hier lag eine große internationale Flotte, darunter das deutsche Flaggschiff Stosch (Kapitän zur See Paschen) und die Kreuzerfregatte Prinz Adalbert, sowie das Kanonenboot Albatros der k.u.k. Kriegsmarine. Das österreichische Schiff hatte sich vor Shanghai dem deutschen Verband unterstellt. Mitte August verlegte die Nautilus nach Tientsin zur Verfügung der deutschen Gesandtschaft in Peking. Der Kreuzer verblieb dort bis Ende März 1885. Im Winter wurde das Schiff abgetakelt und mit einem Schutzdach versehen. Anfang April verlegte die Nautilus dann wieder nach Shanghai und Ende des Monats nach Korea, wo sie mit der Iltis, dem zweiten Kanonenboot der Ostasienstation, zusammentraf. In Korea waren nach die Ermordung des dortigen Kronprinzen Unruhen ausgebrochen. Anfang Juli führte sie vor Korea etliche Vermessungsaufgaben durch. Das Schiff besuchte dann noch Hongkong und lief erneut über Chemulpo nach Nagasaki.
Dort erreichte den Kreuzer am 1. September 1885 der Befehl in die Südsee zu gehen. Am 13. September verließ er Yokohama. Auf See wurde ein Geheimbefehl geöffnet, der den Kommandanten, Korvettenkapitän Rötger, anwies, Jaluit anzulaufen, wo das Deutsche Reich eine Kohlenstation besaß, und dort die Marshallinseln sowie die angrenzenden zur Ralik-Kette gehörenden Brown- und Providence-Inseln unter deutsche Schutzherrschaft zu stellen. Die feierliche Zeremonie mit Hissen der deutschen Flagge fand am 15. Oktober 1885 in Jaluit statt. Der Kreuzer suchte noch weitere Inseln auf, um die deutsche Flagge zu hissen. Auf Ebon verhängte der Kommandant eine Strafe gegen eine amerikanische Missionsgesellschaft, die deutsche Händler behindert hatte. Vom 7. bis 28. November erfolgte die Rückreise des Kreuzers von Jaluit nach Yokohama. Vom 23. Dezember bis 10. März 1886 wurden sein Oberdeck und der Schiffsbodenbelag in einer Werft in Shanghai erneuert. Anschließend unternahm die Nautilus Fahrten zwischen chinesischen, koreanischen und japanischen Häfen. Am 23. Juli stieß sie zu den Einheiten des Kreuzergeschwaders in Hongkong. Zu dem Flaggschiff Bismarck, der Kreuzerkorvette Olga sowie dem wieder zurückgekehrten, für die südchinesische Küste zuständigen, Kanonenboot Wolf traf im Sommer noch der Kreuzerkorvette Carola ein. Die Nautilus verlegte Ende August nach Tschifu. Mit dem Geschwader ging sie später auf die Taku-Reede zu einem Besuch der chinesischen Marine und traf dort mit der in Deutschland gebauten Panzerkorvette Ting Yuen zusammen. Wie auch andere Schiffe des Geschwaders hatte Nautilus 32 Fälle von Typhus an Bord und verlegte zur Behandlung nach Nagasaki. Im November 1886 ging das Kreuzergeschwader nach Ostafrika, um die Besitznahme des gesamten sansibarischen Küstenstreifens auf der Grundlage eines mit Großbritannien ausgehandelten Vertrages durchzusetzen. Der Kommandant der Nautilus wurde dadurch dienstältester deutscher Seeoffizier in Ostasien. Am 12. Mai erreichte den Kreuzer in Nagasaki der Befehl, auch nach Ostafrika zu gehen. Er sollte dort das Kanonenboot Hyäne ersetzen. Das Kreuzergeschwader hatte da schon das neue Schutzgebiet verlassen und befand sich auf der Fahrt über Australien und die Südseebesitzungen nach Ostasien.

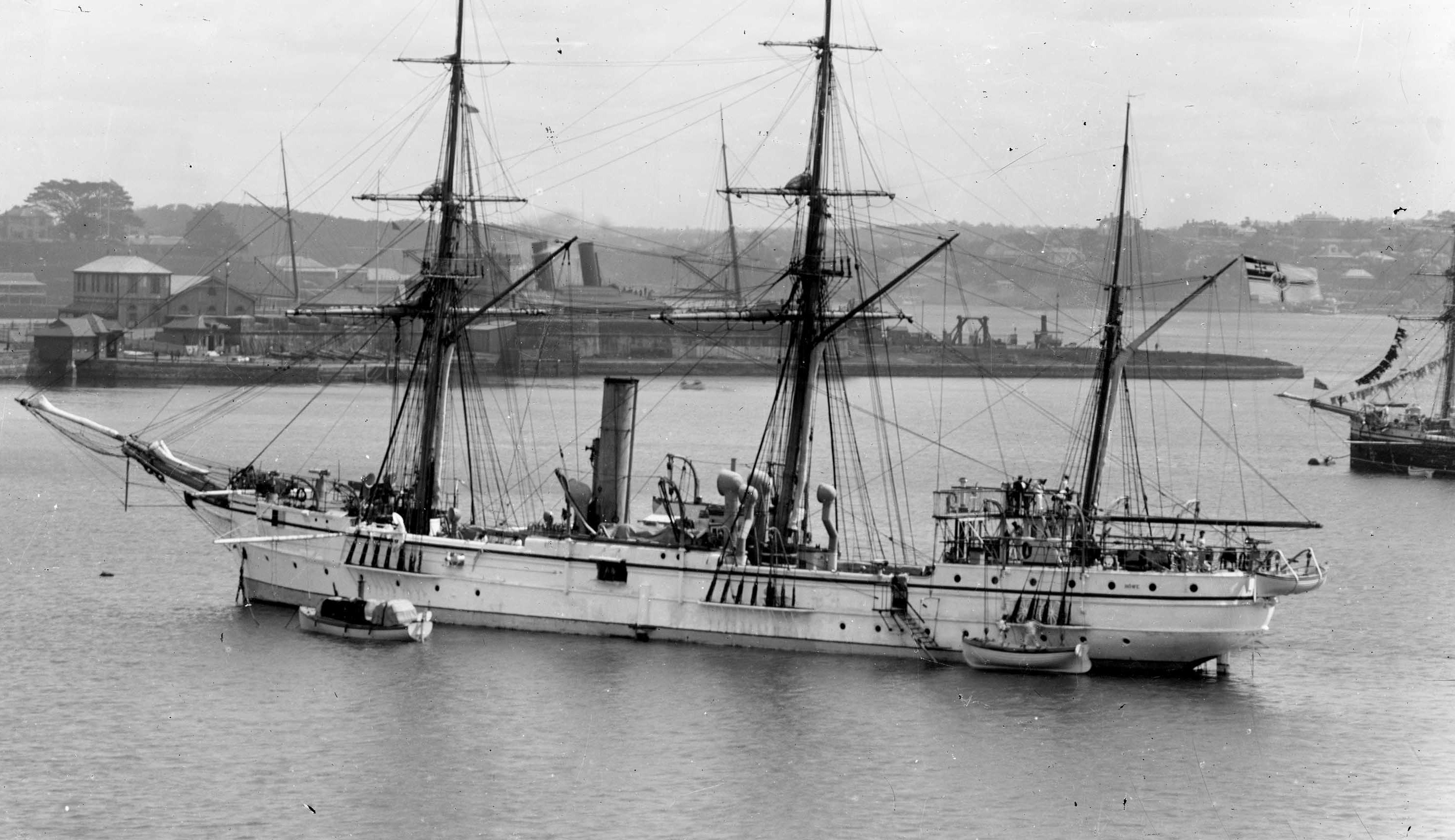
Die Möwe 1881 in Sydney

Unterwegs lief die Nautilus den Sulu-Archipel an, um zu prüfen, ob der Streit zwischen den spanischen Kolonialbehörden und den einheimischen Herrschern auch andere Europäer gefährdete. Am 15. August 1887 erreichte der Kreuzer Sansibar, wo er mit dem verbliebenen Stationskreuzer Möwe zusammentraf. Die abzulösende Hyäne hatte schon vor einem Monat Ostafrika verlassen. Beide Kreuzer führten eine Vielzahl Vermessungsfahrten entlang der Küste des Schutzgebietes durch. Ein herausragendes Ereignis war die dreiwöchige Fahrt mit dem Gründer der Kolonie, Carl Peters, vom 4. bis zum 26. Dezember 1887 entlang der Küste von Saadani bis nach Mombasa, auf der auch Lamu im Sultanat Witu angesteuert wurde, wo der Kommandant auch Konflikte zwischen dem Sultan von Witu und der deutschen Witu-Gesellschaft klären sollte. Im März 1888 nahm der Kreuzer an den Feierlichkeiten zur Beerdigung des verstorbenen Sultans von Sansibar Barghasch ibn Said und der Thronbesteigung seines Nachfolgers teil. Der schwer fieberkranke Korvettenkapitän Curt van Hoven musste im Juni 1888 sein Kommando abgeben und trat die Heimreise an. Aber auch den Kreuzer erreichte am 9. August in Durban der Heimreisebefehl. Unter ihrem ersten Offizier wurde die Heimreise angetreten und das Schiff erreichte am 7. Dezember Kiel. Von dem „Araberaufstand“ in der Kolonie hatten weder das Schiff noch die Admiralität rechtzeitig Kenntnis erhalten.
Am 19. Dezember 1888 stellte die Nautilus in Kiel außer Dienst und wurde während der anschließenden Werftliegezeit umgebaut.

### Einsatz als Vermessungsschiff und Verbleib
In Kiel wurde die Nautilus zum Vermessungsschiff umgebaut. Die Bewaffnung wurde ausgebaut und die Takelung in einen Dreimast-Schoner verändert. Dies reduzierte die Segelfläche auf 415 m². Von 1890 bis 1893 wurde sie in den Sommerhalbjahren in der westlichen Ostsee als Vermessungsschiff eingesetzt. Der Bedarf war durch häufiges Auflaufen von Schiffen der jährlichen Manövergeschwader gegeben. Am 7. Oktober 1893 wurde die Nautilus letztmals außer Dienst gestellt. Eine Untersuchung in der Marinewerft in Kiel ergab, dass das Schiff für weitere Einsätze unbrauchbar war. Am 14. Dezember 1896 wurde das ehemalige Kanonenboot endgültig aus der Liste der Kriegsschiffe gestrichen.
Der in Kiel als Kohlenlager genutzte Rumpf wurde 1905 nach Swinemünde in Pommern verkauft und abgewrackt.

## Kommandanten
| Juni – September 1873                      | KK Johann Heinrich Pirner               | 1834–1908 | zuletzt Vizeadmiral                             |
| März – April 1874                          | KL Friedrich von Levetzow               | 1843–1902 | KzS                                             |
| April – Juli 1874                          | KL Eduard Braunschweig                  | 1836– ??  | KK                                              |
| Juli 1874 – November 1875                  | KK Otto Zembsch                         | 1841–1911 | KzS                                             |
| November 1875 – April 1874                 | KK Victor Sattig                        | 1843–1883 | KzS                                             |
| April 1874 – September 1878                | KK Victor Valois                        | 1841–1924 | Admiral                                         |
| Mai – August 1879                          | KL/KK Heinrich Jeschke †                | 1832–1879 | KK                                              |
| August/September 1879                      | LzS Fritz Dräger (I.O., i. V.)          | 1850–1917 | KzS                                             |
| September 1879 – September 1881            | KL/KK Hermann Chüden                    | 1847– ??  | KzS                                             |
| Oktober 1883 – August 1885                 | KK Richard Aschenborn                   | 1848–1935 | Vizeadmiral                                     |
| November/Dezember 1883                     | KL Johannes Hirschberg (I.O., i.V.)     | 1849–1893 | KK                                              |
| August 1885 – August 1886                  | KK Fritz Rötger                         | 1848–1913 | Konteradmiral                                   |
| August 1886 – Juni 1888                    | KL/KK Curt van Hoven sp. Kalau vom Hofe | 1850–1936 | deutscher Konteradmiral, türkischer Vizeadmiral |
| Juni – Dezember 1888                       | KL Bernhard Wahrendorff (I.O., i. V.)   | 1853–1940 | KzS                                             |
| April – Oktober 1890                       | KK Max von Halfern                      | 1848– ??  | KzS                                             |
| April – September 1891                     | KL Wilhelm Kindt                        | 1854–1927 | Vizeadmiral                                     |
| April – Oktober 1892, April – Oktober 1893 | KK Reinhold Jachmann                    | 1852–1902 | KK                                              |